# Канада на зимних Олимпийских играх 1932
Канада принимала участие в зимних Олимпийских играх 1932, и заняла 4-е место в общекомандном зачёте.

## Медалисты
| Медаль  | Спортсмен | Вид спорта         | Дисциплина       |
| ------- | --- | ------------------ | ---------------- |
| Золото  | Уильям Кокбёрн, Стенли Уагнер, Джордж Гарбатт, Альберт Данкансон, Клиффорд Кроули, Вик Линдквист, Уолтер Монсон, Кеннет Мур, Норм Мэллой, Ромео Риверс, Хью Сазерленд, Хэк Симпсон, Элстон Уайз, Рой Хенкель | Хоккей             | Мужчины          |
| Серебро | Александер Хурд | Конькобежный спорт | Мужчины, 1500 м  |
| Бронза  | Бад Уилсон | Фигурное катание   | Мужчины          |
| Бронза  | Александер Хурд | Конькобежный спорт | Мужчины, 500 м   |
| Бронза  | Уильям Логан | Конькобежный спорт | Мужчины, 1500 м  |
| Бронза  | Уильям Логан | Конькобежный спорт | Мужчины, 5000 м  |
| Бронза  | Фрэнк Стэк | Конькобежный спорт | Мужчины, 10000 м |